# František Palacký

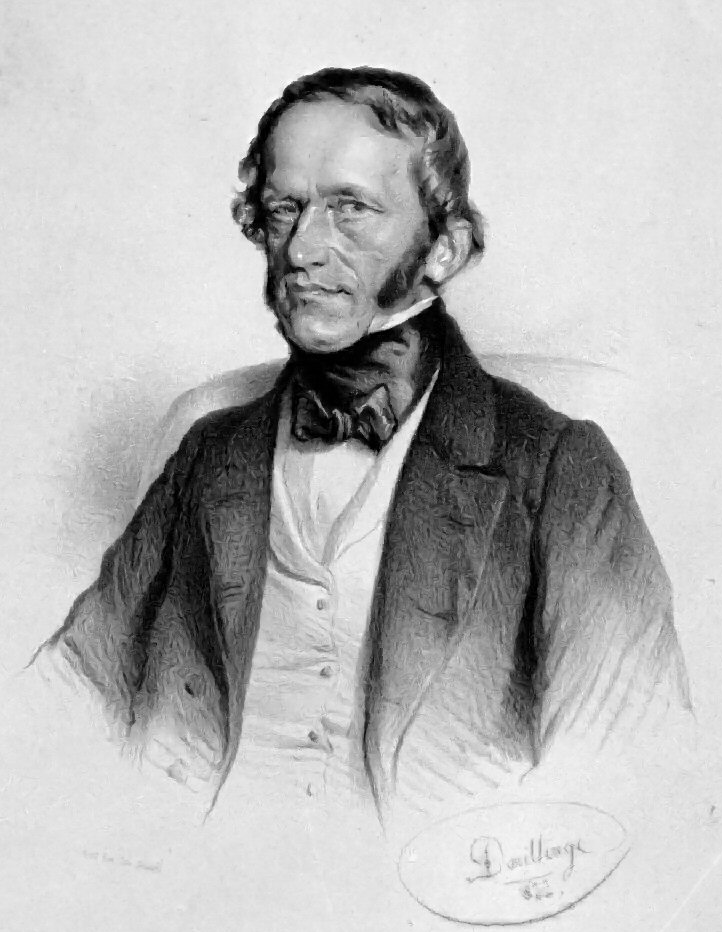
František Palacký, Lithographie von Adolf Dauthage 1855

František Palacký (* 14. Juni 1798 in Hodslavice, Mähren; † 26. Mai 1876 in Prag) war ein böhmisch-österreichischer Historiker und Politiker. Die Universität in Olmütz trägt seit 1990 seinen Namen.

## Leben
František Palacký war der Sohn des evangelisch-lutherischen Dorfschullehrers Jiří (Georg) Palacký in Hodslavice bei Olmütz in Nordmähren. In seiner Familie wurde bis in die Mitte des 19. Jahrhunderts Deutsch gesprochen. In deutscher Sprache verfasste er später seine wichtigsten Schriften. Gleichwohl sprach er auch Tschechisch. Sein Vater schickte ihn von Weihnachten 1807 bis Juli 1809 auf die freisinnige Privatschule der Gräfin Maria Walburga von Waldburg-Zeil-Lustenau-Hohenems in Kunewald. Von August 1809 bis Juni 1812 besuchte er die Lateinschule in Trentschin, anschließend bis 1819 die evangelisch-theologische Lehranstalt in Preßburg und war danach als Privatlehrer in adligen Familien tätig.

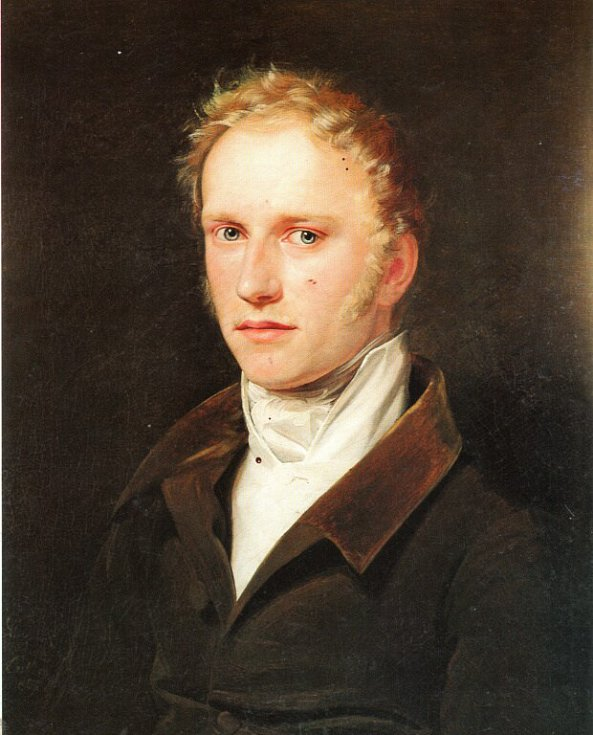
František Palacký in Wien, Porträt von František Tkadlík 1821

Im Jahr 1823 wurde er in Prag zunächst Archivar der Grafen Sternberg. Von 1827 bis 1838 war er in der Gesellschaft des vaterländischen Museums in Böhmen engagiert und Redakteur der tschechischen Zeitschrift des böhmischen Landesmuseums (Monatschrift der Gesellschaft des vaterländischen Museums) in Prag, an deren Gründung und Aufbau zu einem Sprachrohr tschechischer Intellektueller er großen Anteil nahm. 1830 war er Gründungsmitglied der tschechischen kulturellen Vereinigung Matice česká und des Vereins zum Bau des tschechischen Nationaltheaters. Seit 1838 war er Landeshistoriograph der böhmischen Stände.
Im Jahr 1832 begann František Palacký an einer umfangreichen Geschichtsdarstellung seiner Heimat zu schreiben, die ab 1836 in deutscher Sprache (unter dem Titel Geschichte von Böhmen, bis 1867 in fünf Bänden) und ab 1848 vor dem Hintergrund  der Revolution von 1848/1849 im Kaisertum Österreich auch in tschechischer Sprache unter dem bedeutsam veränderten Titel Dějiny národu českého v Čechách a v Moravě („Geschichte des tschechischen Volkes in Böhmen und Mähren“) erschienen ist. Dabei griff er auch auf die quellengesättigte, unter dem Titel Moravopis erschienene Darstellung der mährischen Geschichte durch Tomáš Pešina zurück. Palacký widmete sein Hauptwerk den Ständen des Königreichs Böhmen, die diese wissenschaftliche Arbeit finanziert und dadurch erst ermöglicht hatten.
Er unternahm auch den Versuch, ein tschechisches Nachschlagewerk vom Typ der Brockhaus Enzyklopädie herauszugeben, ein Unternehmen, welches sein Schwiegersohn František Ladislav Rieger zum Abschluss und Druck brachte (Riegrův slovník naučný). Im Revolutionsjahr 1848 wurde Palacký von dem die deutsche Nationalversammlung vorbereitenden Fünfzigerausschuss in die Frankfurter Nationalversammlung eingeladen, lehnte aber seine Teilnahme sowie den Anschluss slawischer Gebiete an ein Deutsches Reich ab. Er vertrat die Meinung, dass die slawischen Gebiete wie Böhmen und Mähren nicht ausreichend in ihrer historischen Existenz berücksichtigt seien. Palacký wollte keinen Nationalstaat, sondern das Fortbestehen des übernationalen Kaisertums Österreich: „Wahrlich, existierte der österreichische Kaiserstaat nicht schon längst, man müsste im Interesse Europas, im Interesse der Humanität selbst sich beeilen, ihn zu schaffen.“ Vertreten waren in der Frankfurter Paulskirche daher nur die 33 Abgeordneten deutscher Muttersprache aus Böhmen, Mähren und Österreichisch-Schlesien.
Nach dem Scheitern des Prager Pfingstaufstandes im Jahr 1848 war Palacký Mitglied der österreichischen Volksvertretung in Wien und Kremsier, Präsident des Slawenkongresses in Prag, 1861 Mitglied des österreichischen Herrenhauses und 1861 bis 1875 Abgeordneter des böhmischen Landtags unter fördernder Freundschaft des Prager Gubernialpräsidenten Karl Chotek von Chotkow. Er beharrte aber auf der Gleichberechtigung des tschechischen Volkes innerhalb der Monarchie. Als nach dem Österreich-Ungarischen Ausgleich von 1867 eine entsprechende Gleichberechtigung der Tschechen ausblieb, veränderte sich seine zuvor loyale und reformorientierte Einstellung zur Monarchie Österreich-Ungarn und er knüpfte in Russland Kontakte zu panslawischen Kreisen.

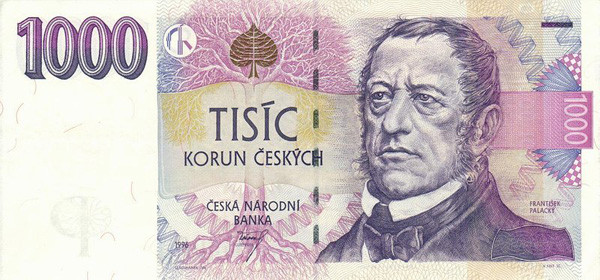
Palacký auf der tschechischen 1000-Kronen-Banknote

František Palacký wurde Mitglied der Kaiserlichen Akademie der Wissenschaften in Wien, Mitglied der Königlichen böhmischen Gesellschaft der Wissenschaften in Prag, auswärtiges Mitglied der Bayerischen Akademie der Wissenschaften in München und zahlreicher weiterer wissenschaftlicher und kultureller Vereinigungen und erhielt als Historiker in der tschechischen Presse den Ehrentitel eines „Otec národa“ (Vater der Nation).
František Palacký verstarb im Mai 1876 in Prag im Alter von 77 Jahren. Die Universität in Olmütz trägt seit 1990 seinen Namen als Palacký-Universität Olmütz.

## Familie
1827 heiratete Palacký in Předslav, nachdem er unter Schwierigkeiten die erwünschte Heiratskaution aufgebracht und sich zur katholischen Erziehung der gemeinsamen Kinder verpflichtet hatte, Terezie Měchurová (1807–1860), eine Tochter des Gutsbesitzers im westböhmischen Otín (heute Teil von Klatovy) Jan Měchura und Schwester des Komponisten Leopold Eugen Měchura. Der Ehe entstammte der Geograph und Politiker Jan Palacký (* 10. Oktober 1830 in Prag; † 22. Februar 1908 ebenda), Dr. phil. und Dr. jur. mit Studienaufenthalten u. a. in Paris, Berlin und München; 1891 bis 1902 ordentlicher Professor an der Karls-Universität in Prag, dessen Publikationen über Pflanzen-, Tier- und Regionalgeographie in tschechischer, deutscher und französischer Sprache erschienen sind, sowie Marie Riegrová-Palacká (1833–1891), die mit dem Politiker und Redakteur František Ladislav Rieger (1818–1903) verheiratet war.

## Wirkung seines Lebenswerkes

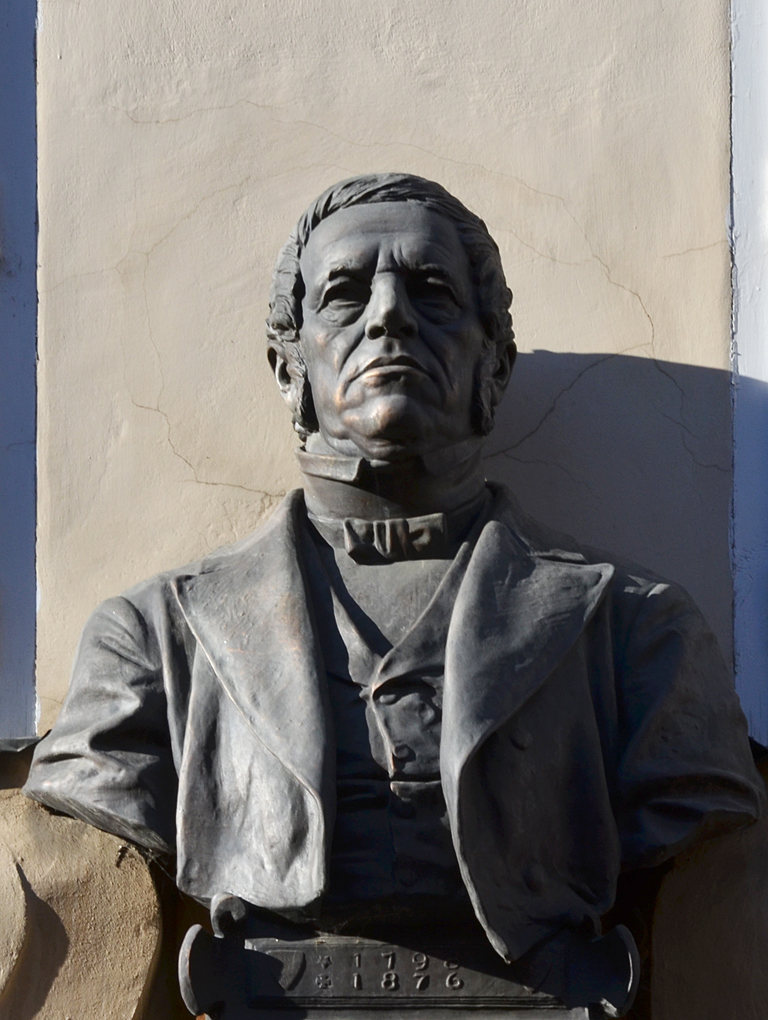
Büste von František Palacký, erstellt von Josef Václav Myslbek

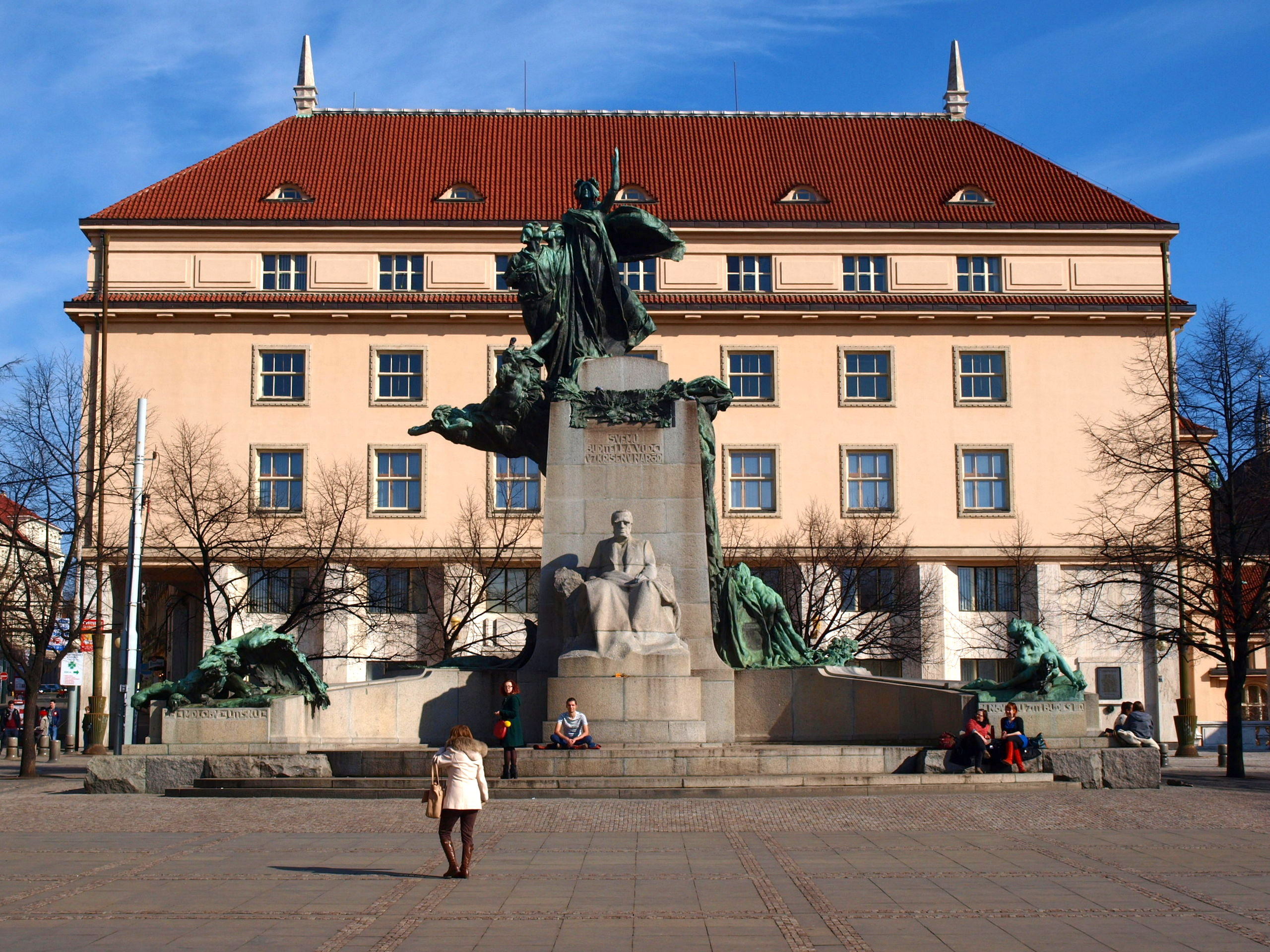
Denkmal auf dem Palacký-Platz in Prag

Mit Nachdruck setzte sich Palacký in den dreißiger und vierziger Jahren des 19. Jahrhunderts in der tschechischen Nationalbewegung ein, förderte die Gründung des Nationaltheaters in Prag und war Präsident des ersten Slawenkongresses in Prag 1848.
Besonders hervorzuheben sind Palackýs Forschungen zur tschechischen Geschichtsschreibung. Im Auftrag des böhmischen Adels entwickelte er ein Konzept der kontinuierlichen rechtlichen Existenz des Böhmischen Königreiches innerhalb der Habsburgermonarchie (Böhmisches Staatsrecht). Er ging in verklärender Sicht davon aus, dass die Slawen seit frühesten Zeiten ein friedliches und demokratisches Volk waren. Seine Betrachtung der tschechischen Geschichte des Mittelalters stützte sich zum Teil auf die Königinhofer und Grünberger Handschrift – Fälschungen des Archivars Václav Hanka, wie sich später herausstellte. Die Hussiten sah er als Vertreter einer demokratischen Grundhaltung an, die Niederlage der böhmischen Stände in der Schlacht am Weißen Berg bei Prag und die darauf folgende Rekatholisierung in Böhmen hingegen als nationale Katastrophe. Diese Geschichtsbetrachtung wirkte bis ins 20. Jahrhundert. Sie wurde nach 1948 von der kommunistischen tschechoslowakischen Regierung in den Jahren in veränderter Form auch gegen Besitzende der eigenen Volksgruppe instrumentalisiert.
Für seine historischen Forschungen reiste Palacký in etwa siebzig europäische Archive, im Vatikan in Rom fertigte er über 400 Abschriften aus den dortigen Archivbeständen an. 
Seine Sprachkenntnisse waren bemerkenswert. Neben Tschechisch, Deutsch und Latein waren es Altslawisch, Ungarisch, Russisch, Englisch, Französisch, Italienisch, Spanisch und Portugiesisch.

## Schriften

### Poesie
- Na horu Radhošť. Gedicht.
- Má modlitba dne 26. července 1818. Hymne.
- Ideál říše. Ode.

### Wissenschaftliche Literatur
- Staročeský všeobecný kalendář.
- Život Jana Amose Komenského.
- Zběrky ze starožitnosti českoslovanské.
- Počátkové českého básnictví, obzvláště prosodie. 1818.
- Krásověda čili o kráse a umění knihy patery.
- Okus české terminologie filosofické.

### Geschichtliche Literatur
- Staří letopisové čeští od roku 1378 do roku 1527.
- Geschichte von Böhmen.
  - Erster Band. Die Urgeschichte und die Zeit der Herzöge in Böhmen bis zum Jahre 1197. Prag 1836 (Google Books).
    - Erstes Buch. Böhmens Urgeschichte, vor der Einwanderung der Čechen. Von der Urzeit bis zum Jahr 451. S. 1–52.
    - Zweites Buch. Böhmen unter den Čechen vor Verbreitung des Christentums. Vom Jahre 451 bis 894. S. 53–192.
    - Drittes Buch. Böhmen als Herzogtum unter dem Einflusse Deutschlands. Vom Jahre 895 bis 1197. S. 193–495.

  - Zweiter Band.
    - Zweiten Bandes erste Abtheilung. Böhmen als erbliches Königreich unter den Přemysliden. Vom Jahre 1198 bis 1306. Prag 1839 (Google Books).
    - Zweiten Bandes zweite Abtheilung. Böhmen unter dem Hause Luxemburg, bis zum Tode Kaiser Karls IV. Jahre 1306 bis 1378. Prag 1850 (Google Books).

  - Dritter Band.
    - Erste Abtheilung. Böhmen unter König Wenzel IV, bis zum Ausbruch des Hussitenkrieges. Vom Jahre 1378–1419. Prag 1845 (Google Books).
    - Zweite Abtheilung. Der Hussitenkrieg von 1419–1431. Prag 1851 (Google Books).
    - Dritte Abtheilung. Böhmen und das Baseler Concil. Sigmund und Albrecht. J. 1431–1439. Prag 1854 (Google Books).

  - Vierter Band. Das Zeitalter Georgs von Poděbrad.
    - Erste Abtheilung. Die Zeit von 1439 bis zu K. Ladislaws Tode 1457. Prag 1857 (Google Books).
    - Zweite Abtheilung. K. Georgs Regierung 1457–1471. Prag 1860 (Google Books).

  - Fünfter Band. Das Zeitalter der Jagelloniden.
    - Erste Abtheilung. König Wladislaw II. von 1471 bis 1500. Prag 1865 (Google Books).
    - Zweite Abtheilung. König Wladislaw II. und König Ludwig I. von 1500 bis 1526. Prag 1867 (Google Books).
- Dějiny národa českého v Čechách a v Moravě.
  - 1. Band (bis 1125)
  - 2. Band (1125–1403)
  - 3. Band (1403–1439)
  - 4. Band (1439–1471)
  - 5. Band (1471–1526)
- Pomůcky ku poznání řádů zemských království Českého v druhé polovině XIII. století.
- Würdigung der alten böhmischen Geschichtschreiber. 1869.
- Pomůcky ku poznání staročeského práva i řádu soudního.
- Přehled současných nejvyšších důstojníků a ouředníků zemských i dvorských v královstvím Českém, od nejstarších časův až do nynějška.
- Popis království Českého. 1848.
- Skizze einer Geschichte von Prag (tschechisch Stručné dějiny Prahy).
- Leben des Grafen Kaspar von Sternberg: von ihm selbst beschrieben. Nebst einem akademischen Vortrag über der Grafen Kaspar und Franz Sternberg Leben und Wirken für Wissenschaft und Kunst in Böhmen; zur fünfzigjährigen Feier der Gründung des Böhmischen Museums, hrsg. v. František Pálacky, Prag 1868.

### Politisches Werk
- Österreichs Staatsidee. 1866.